# 花田恵一
花田 恵一（はなだ　けいいち、1963年11月6日 - 2017年5月11日）は、日本の美容師、日本髪結髪師。京都市在住だった。

## 経歴
- arms hair&make-up 代表
- 伝統美容技術協会 代表
- JBN(Japan Beauticians Network) 代表

日本髪をはじめヨーロッパのクラシカルスタイルの再現、ヘア・ショーや技術講習会の開催、各種雑誌にも作品を掲載。
年間140以上のヘアーショー及び美容メーカー、美容ディーラー等主催の講習会の講師及びデモンストレーターとして活動。
1982年（高校在学中）よりスタイリストとしてサロンワークを開始。サロンディレクターとして働き、1989年NYに渡りサロンワークをしながら、多くのファッションショー・フォトシューティングを手掛ける。日本髪（地毛結い）にこだわりを持ち、ヨーロッパのクラシカルなスタイルも再現するなど、国内外から高い支持を受ける。
2015年には、東京にて技術指導の講習会を定期開催するなど、ヘアーショーや技術指導を行い、美容雑誌他にも作品を多数掲載した。
1998年 ヘアサロン arms hair-make-up（アームズ）設立。
2003年 JBN（Japan Beauticians Network）設立。
2006年　TABA（伝統美容技術協会）設立。

## 活動履歴

### 参加ファッションショー
- GUCCI
- HIROKO･KOSHINO
- DONNA･KARAN
- TESSIN
- UNSETSU
- BEAUTY:BEAST
- CASTELBAJAC
- ELITE･FASHON

他

### ステージ
- 京都・ボストン姉妹都市盟約締結50周年記念“Mode Japonism in Boston Symphony Hall”
- 日本ロレアル・アーティスティックセミナー
- サロンワーク・セミナー
- アップスタイル・セミナー
- JBN Stage in OSAKA
- Japanese Traditional Art
- オークボ・ヘアーショー
- 日本髪セミナー　イン　大阪
- ヘアーショー　イン　岡山
- 日本髪ワークショップ

### 掲載雑誌
- ELLE JAPON（アシェット婦人画法社）
- 和樂（小学館）
- ヘア・モード（女性モード社）
- 百日草（百日草）
- 髪化粧（髪の文化舎）
- GQ JAPAN（コンデナスト・ジャパン）
- おしゃれ工房（NHK日本放送出版協会）
- 京都市成人の日記念冊子（京都市）

他

### その他
- SHARPインフォメーションディスプレーPN-655 プロモーションビデオ（用）
- 京都光華女子大学　ポスター撮影
- その他　民放及びNHK出演等